# Topeka Tarantulas
Die Topeka Tarantulas waren eine US-amerikanische Eishockeymannschaft aus Topeka, Kansas. Das Team spielte in der Saison 2004/05 in der Central Hockey League.

## Geschichte
Indianapolis Ice wurde 2004 nach Topeka, Kansas, umgesiedelt und in Topeka Tarantulas umbenannt. In der einzigen Spielzeit ihres Bestehens, der Saison 2004/05, belegte die Mannschaft den vierten und somit letzten Platz der Northwest Division, womit sie die Playoffs um den Miron Cup deutlich verpassten. Unter ihrem Trainer, dem Kanadier Joe Coombs, gewannen sie nur 16 ihrer 60 Spiele und holten insgesamt 37 Punkte. Mangels Erfolg wurde der Spielbetrieb von den Verantwortlichen anschließend eingestellt und das Franchise nach nur einem Jahr aufgelöst.

## Saisonstatistik
Abkürzungen: GP = Spiele, W = Siege, L = Niederlagen, T = Unentschieden, OTL = Niederlagen nach Overtime SOL = Niederlagen nach Shootout, Pts = Punkte, GF = Erzielte Tore, GA = Gegentore, PIM = Strafminuten
| Saison  | GP | W  | L  | T | OTL | SOL | Pts | GF  | GA  | Platz         | Playoffs           |
| 2004/05 | 60 | 16 | 39 | — | 5   | —   | 37  | 153 | 221 | 4., Northwest | nicht qualifiziert |

## Team-Rekorde

### Karriere- und Saisonrekorde
Spiele: 60  Mike Lukajic
Tore: 33  Mike Lukajic
Assists: 21  Dallas Flaman,  Tab Lardner
Punkte: 53  Mike Lukajic
Strafminuten: 134  Tyler Hanchuck